# Plasmodium knowlesi
Plasmodium knowlesi es una especie de parásito del filo Apicomplexa. Sus huéspedes naturales son los macacos Macaca nemestrina y Macaca fascicularis, que habitan en el Sudeste Asiático, aunque también es una causa emergente de malaria en humanos. Se trasmite por medio de mosquitos del grupo de Anopheles leucosphyrus. Su ciclo vital, asexual y cotidiano (es decir, que dura 24 horas), es el más corto de entre las malarias de los primates y produce fiebres diarias en aquellos infectados.
En un frotis de sangre periférica, es posible confundir P. knowlesi con Plasmodium malariae o Plasmodium falciparum. Los métodos más fiables para el diagnóstico son moleculares, como la reacción en cadena de la polimerasa (PCR). Otras pruebas rápidas son menos adecuadas debido a su especificidad. Para el tratamiento, se pueden emplear medicamentos como la mefloquina y la cloroquina.
Se han descrito infecciones humanas por este patógeno en Malasia, China, Tailandia, Filipinas, Singapur y la parte indonesia de la isla de Borneo.

## Historia
Descrito por primera vez en 1931, al año siguiente se demostró experimentalmente que podía infectar seres humanos, pero hasta 1965 no se detectó el primer caso de enfermedad natural en un hombre de Estados Unidos que había viajado a Malasia. En 1971 se describió otro presunto caso en Malasia y no se reportó ninguno más hasta 2004. Desde entonces se considera un patógeno emergente.